# Pastos Bons
Pastos Bons est une municipalité brésilienne située dans l'État du Maranhão.